# Paul Oberhammer

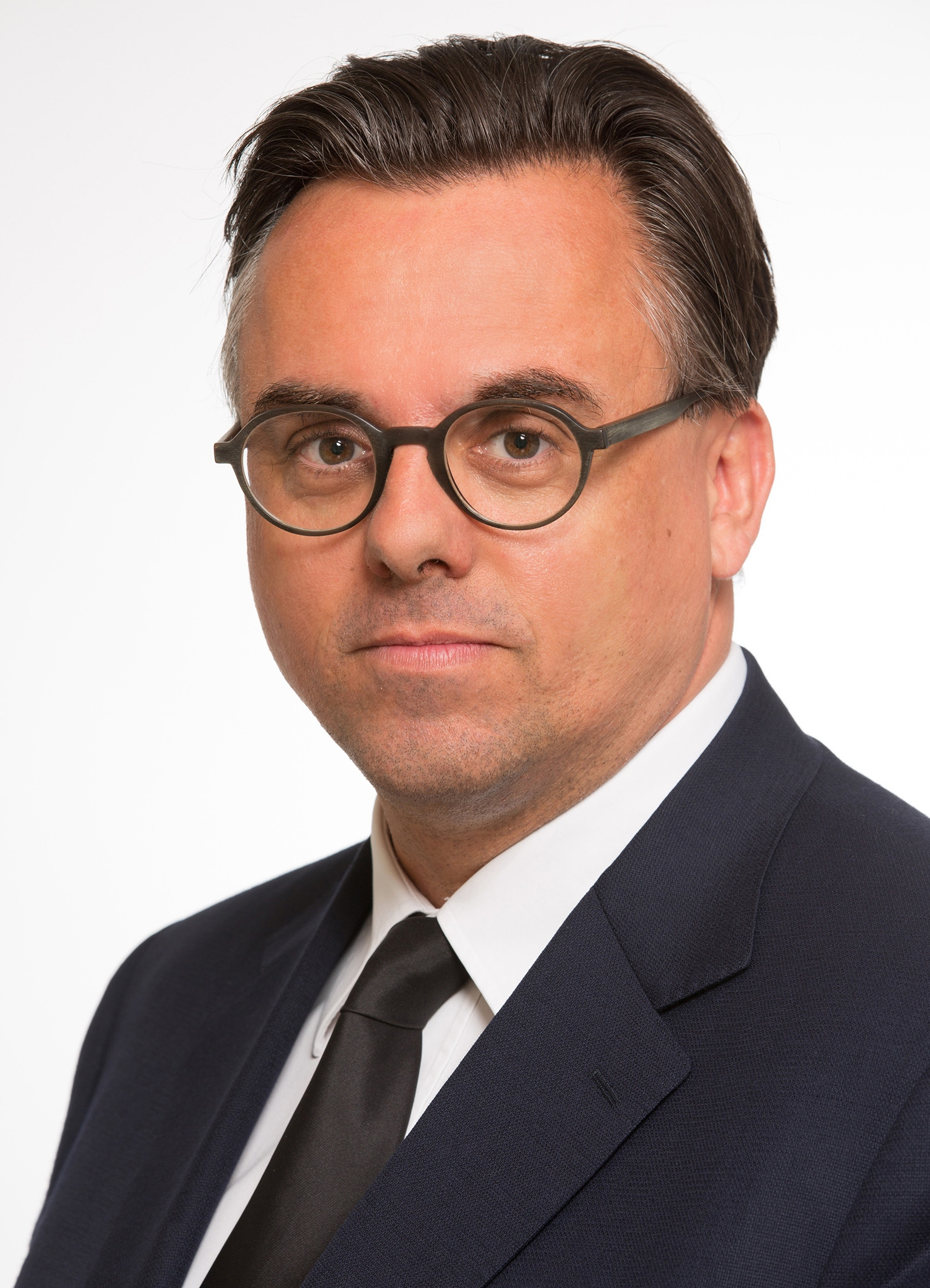
Paul Oberhammer (2013)

Paul Oberhammer (* 1965 in Innsbruck) ist ein österreichischer Jurist und Universitätsprofessor. Oberhammer ist aktuell Professor für Zivilverfahrensrecht an der Rechtswissenschaftlichen Fakultät der Universität Wien.

## Leben
Paul Oberhammer wurde 1965 in der Tiroler Landeshauptstadt Innsbruck geboren und wuchs in Kärnten auf. Im Anschluss an die Absolvierung der Pflichtschulen studierte Oberhammer an der Universität Wien Rechtswissenschaften. 1991 schloss er das Studium als Magister der Rechtswissenschaften ab und dissertierte anschließend 1992 mit einer Doktorarbeit über die Kündigung von Mietverträgen und der darauf folgenden Promotion zum Doktor der Rechtswissenschaften. Im Jahr 1997 erfolgte die Habilitation an derselben Universität.
Anschließend daran übernahm Oberhammer Lehrstuhlvertretungen an den deutschen Universitäten Greifswald und Halle, ehe er im Jahr 2001 eine Stelle als ordentlicher Universitätsprofessor für Bürgerliches Recht, Zivilprozessrecht und Handelsrecht an der Martin-Luther-Universität Halle-Wittenberg annahm. 2003 erfolgte der Wechsel in die Schweiz, wo er dem Ruf der Universität Zürich folgte und an dieser Inhaber des Lehrstuhls für schweizerisches und internationales Zivilprozessrecht, Schuldbetreibungs- und Konkursrecht sowie Privat- und Wirtschaftsrecht wurde. Erst 2011 kam Oberhammer wieder nach Wien zurück, wo er an der Universität Wien, seiner alten Ausbildungsstätte, eine Professur für Zivilverfahrensrecht annahm. Seit 2012 ist er außerdem ständiger Gastprofessor der Universität St. Gallen. 
Mit 1. Oktober 2014 übernahm Oberhammer die Funktion des Dekans der Rechtswissenschaftlichen Fakultät der Universität Wien von seinem emeritierten Vorgänger Heinz Mayer. Im Oktober 2020 übergab er diese Funktion an Brigitta Zöchling-Jud.
Neben seiner Tätigkeit im akademischen Umfeld ist Paul Oberhammer als Rechtsanwalt bei der Hanseatischen Rechtsanwaltskammer in Hamburg zugelassen und fungiert seit 2011 als Of counsel der Rechtsanwaltssozietät Wilmer Cutler Pickering Hale and Dorr in London.
2014 wurde er zum Mitglied der Academia Europaea gewählt. 2015 wurde er als korrespondierendes Mitglied in die philosophisch-historische Klasse der Österreichischen Akademie der Wissenschaften aufgenommen, 2024 wurde er wirkliches Mitglied.